# Theale (Somerset)
Theale – wieś w Anglii, w Somerset. W latach 1870–1872 osada liczyła 743 mieszkańców.